# Troisième rang

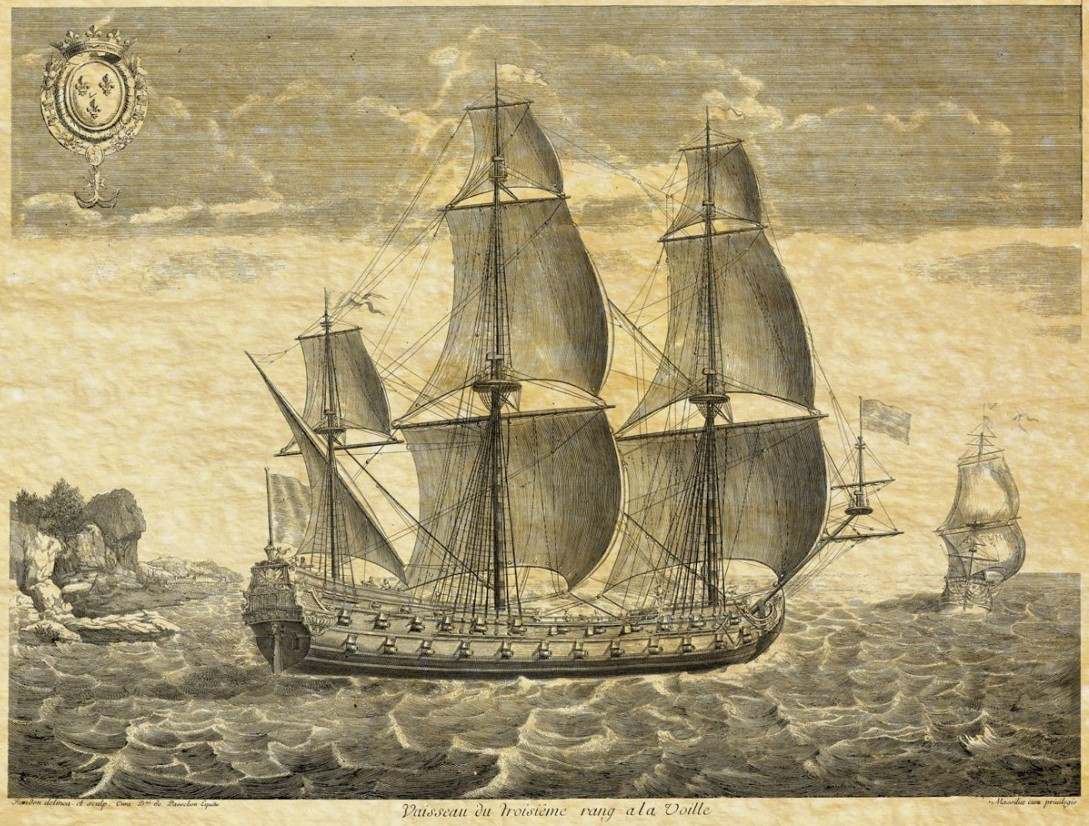
Profil d'un vaisseau troisième rang d'une cinquantaine de canons de la flotte de Louis XIV vers 1685.

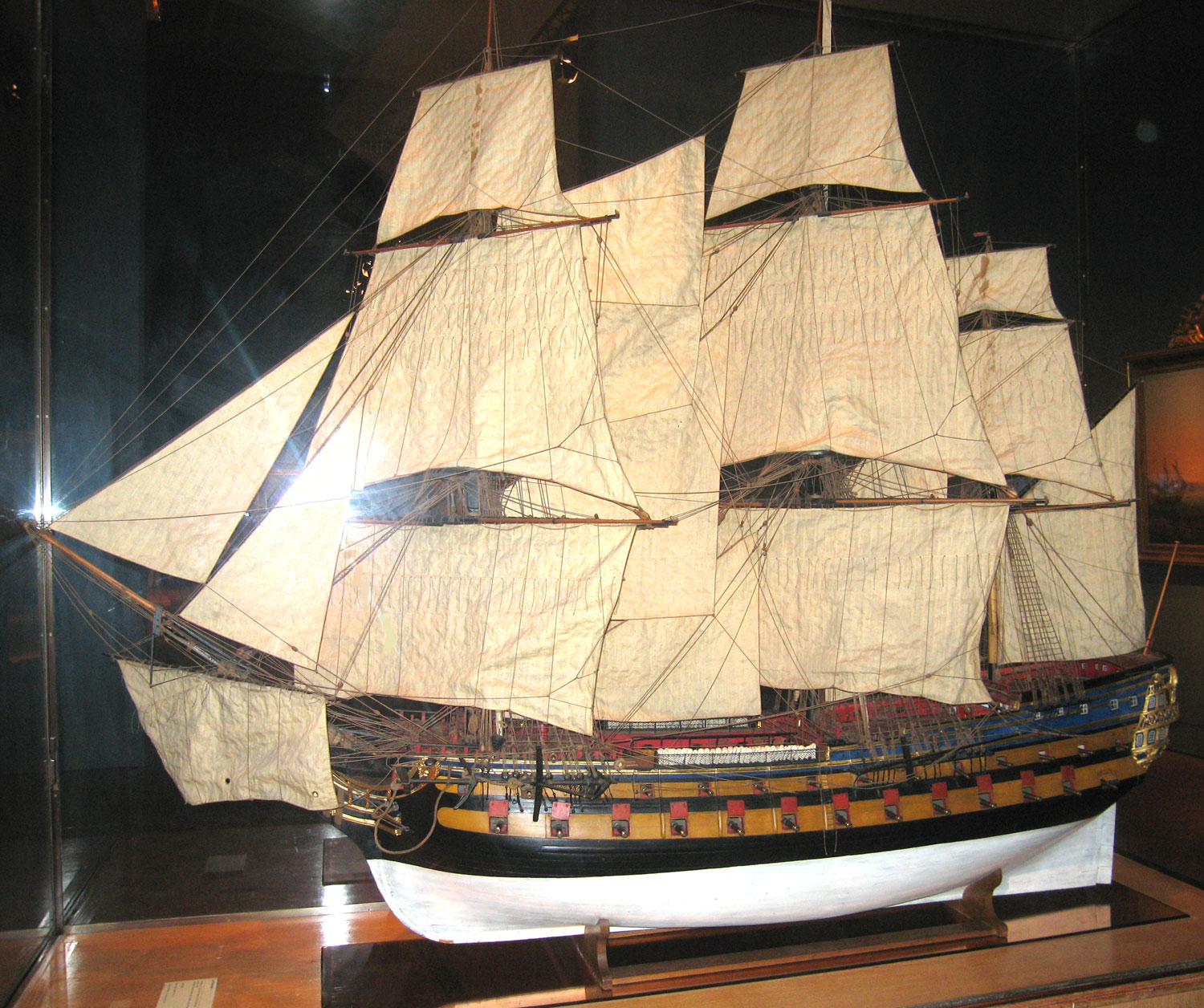
Modèle réduit d'un vaisseau de 64 canons du milieu du XVIIIe siècle typique des navires dits de « troisième rang ».

Le troisième rang (third-rate) est, entre le milieu du XVIIe siècle et le milieu du XIXe siècle, une dénomination utilisée par la Royal Navy pour classer un navire de guerre à voile ayant comme caractéristique principale un nombre de canons compris entre 64 et 80.

## Dans la marine française

### Sous le règne de Louis XIV
Dans la marine française, le classement par rang est utilisé sous le règne de Louis XIV : les vaisseaux de troisième rang sont, selon le règlement de 1669, des navires de 900 à 1 000 tonneaux armés d'environ 50 canons ; en 1689 y sont classés les vaisseaux d'environ 1 200 tonneaux portant de 60 à 72 canons. Ce sont des deux-ponts, voire parfois des trois-ponts.

### Sous le règne de Louis XV puis de Louis XVI
À partir du début du XVIIIe siècle, les navires de guerre français sont de plus en plus souvent classés selon leur armement : les catégories des vaisseaux « de 64 canons » et « de 74 canons » (exemple : le 64 l’Artésien lancé en 1765, le 74 le Marseillois lancé en 1766, ou la classe Téméraire à partir de 1782), remplace celle des « troisièmes rangs ».